# Iquitos
Iquitos é uma cidade do Peru, capital da região de Loreto e da província de Maynas. Tem cerca de 465 mil habitantes. Capital da Amazônia Peruana.
Iquitos é conhecida por ser a cidade de maior quantidade de habitantes em todo o mundo que não pode ser alcançada por rotas terrestres; tem o porto fluvial mais importante do Peru e se pode comunicar através do Rio Amazonas com outras cidades da selva, como Leticia na Colômbia e com várias cidades do Brasil como Manaus e Belém até chegar ao Oceano Atlântico.
Na primeira metade de século XX, esse caminho fluvial era usado por grandes navios mercantes de muitas companhias de navegação estrangeiras, principalmente a inglesa Booth Line, para comércio de produtos diversos, principalmente a madeira.

## Etimologia
O nome da cidade e do distrito provém do povo indígena iquito, que atualmente vive em pequenas vilas ao longo dos rios Marañón, Tigre e Nanay, com populações no Peru e Equador.

## Distritos
A cidade de Iquitos está integrada por quatro distritos:
- Iquitos.
- San Juan Bautista.
- Punchana.
- Belén.

## Clima
Estando perto da Linha do Equador, Iquitos possui um clima tropical chuvoso, com temperaturas que vão de 20 °C (68 °F) a 36 °C (97 °F).

## Turismo

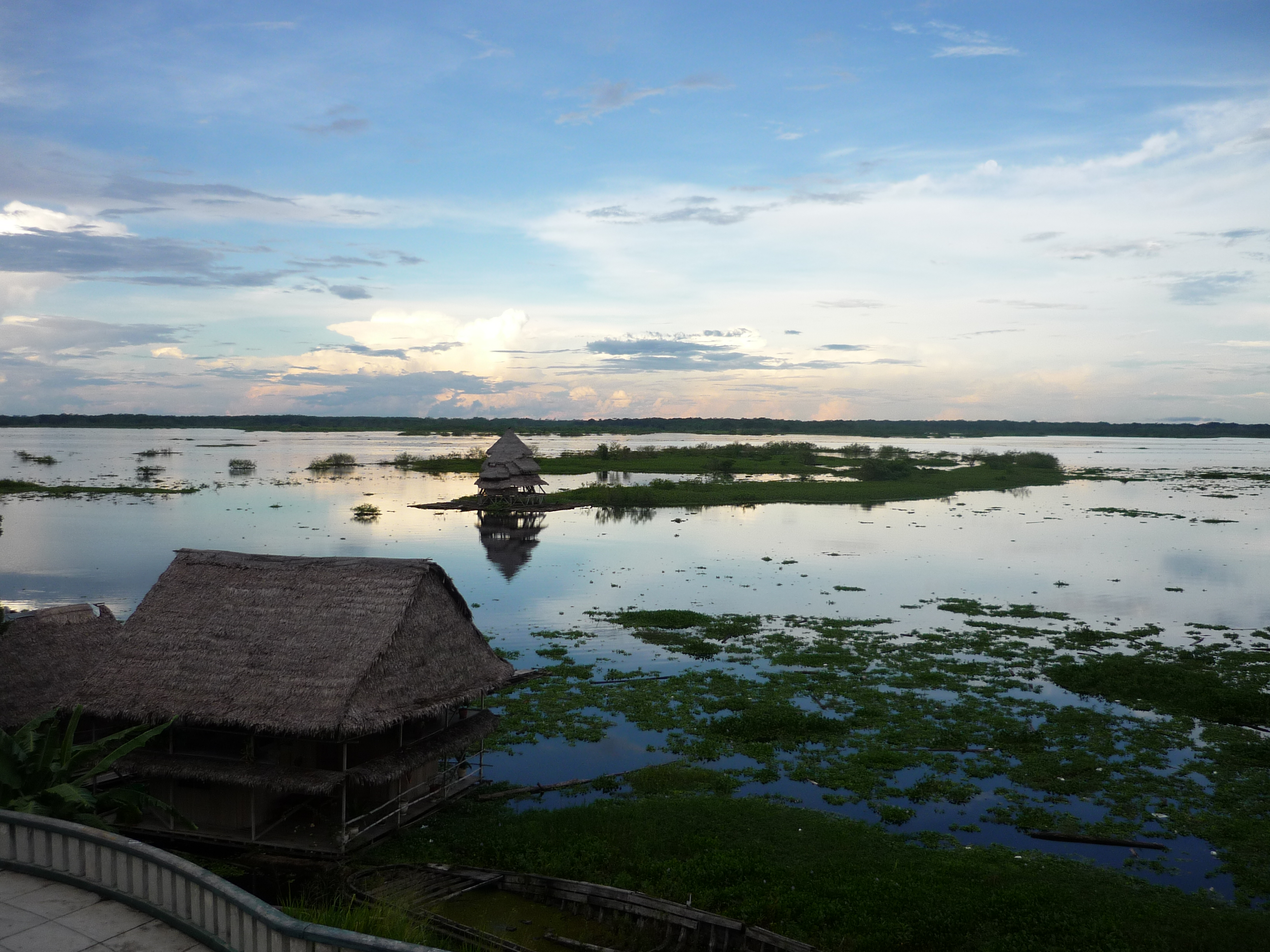
Pôr-do-sol típico da cidade de Iquitos visto da avenida

Encravada na margem esquerda do Rio Amazonas (oeste) e circundada pelos rios Nanay (leste e norte) e Itaya (sul), é uma das mais exóticas cidades da América do Sul. Em volta da cidade, se localizam diferentes povos indígenas, zoológicos, reservas nacionais e outros atrativos da natureza.
Os principais atrativos turísticos de Iquitos são:
- A Igreja Matriz de Iquitos. É considerada a única igreja gótica peruana.
- A Casa de Fierro ou Casa Eiffel.
- O Hotel Palace.
- A Casa de Barro.
- O Museu Amazonico.
- A Biblioteca Amazônica.
- O Mercado Artesanal de San Juan.
- A Reserva Nacional Allpahuayo-Mishana.
- A Reserva Nacional Pacaya-Samiria.

## Universidades
Iquitos tem quatro universidades: Universidad Nacional de la Amazonía Peruana (UNAP), uma universidade estatal;  Universidad Particular de Iquitos (UPI), Universidad Científica del Perú (UCP) e a Universidad Peruana del Oriente (UPO), três universidades privadas.

### Rede de Comunicações
Iquitos conta com vários centros de radiodifusão como Amazónica de Televisión, Canal 21, UCV Satelital Canal 49, Panamericana Iquitos entre outras. Através dos anos, estas empresas de transmissão televisiva foram aumentando.

## Transportes
A cidade é servida pelo Aeroporto Internacional Coronel FAP Francisco Secada Vignetta.

## Notáveis pessoas de Iquitos
- César Calvo de Araujo (1910 - 1970) — Reconhecido escritor e pintor, nascido em Yurimaguas, perto de Iquitos.
- Carlos Fitzcarrald (1862 – 9 de julho de 1897) — Empresário.
- Pablo Amaringo (1943 - 16 de noviembre de 2009) — Pintor a nível internacional.[2][3]
- Christian Bendayán (1973) — Pintor iquitenho, caracterizado por utilizar um estilo renovado, fresco y carregado de cores.
- Angel Wilbert Paz Grandez (1972) — Reconhecido professor de música.

## Galeria

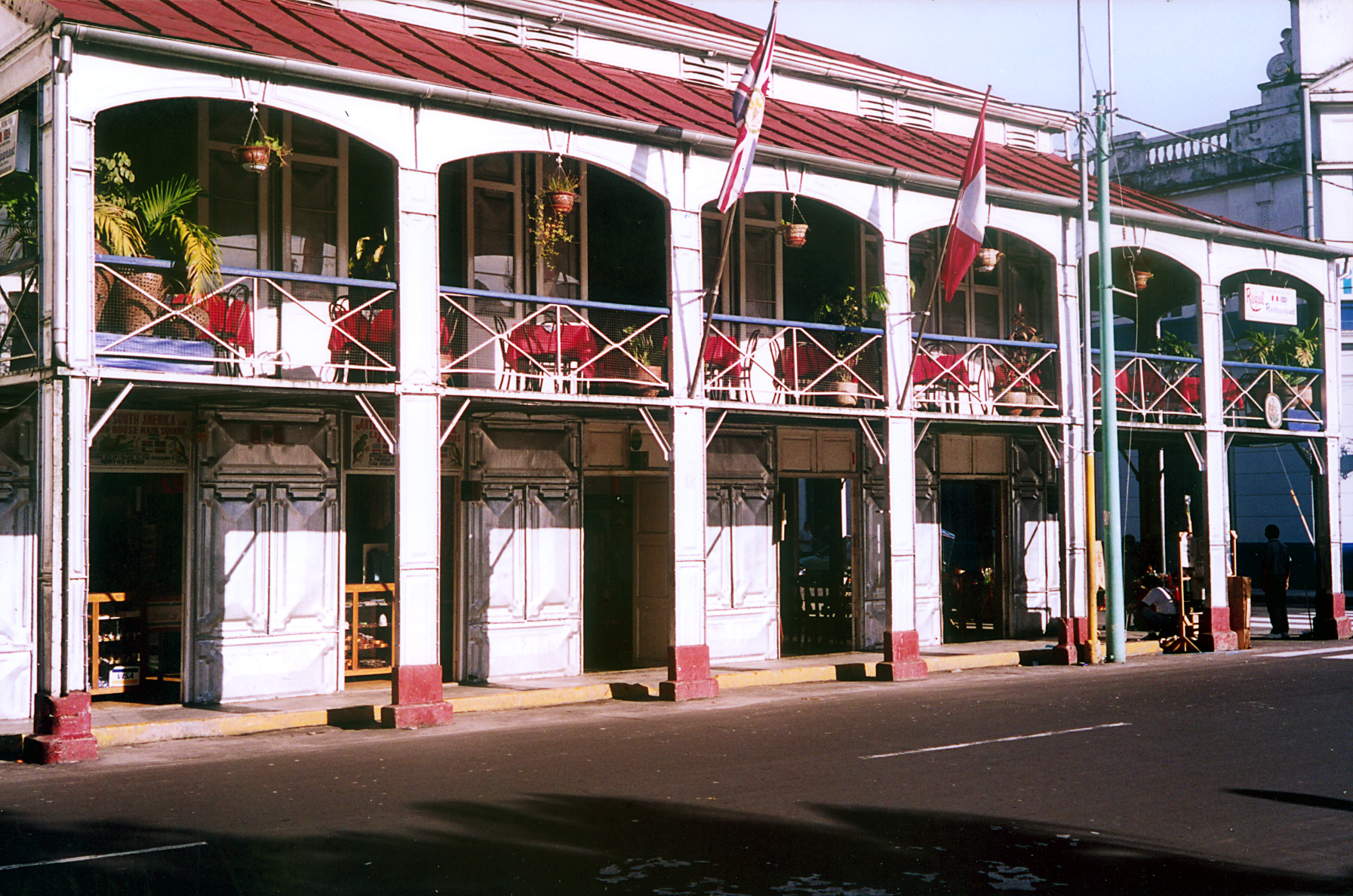
Casa de Ferro
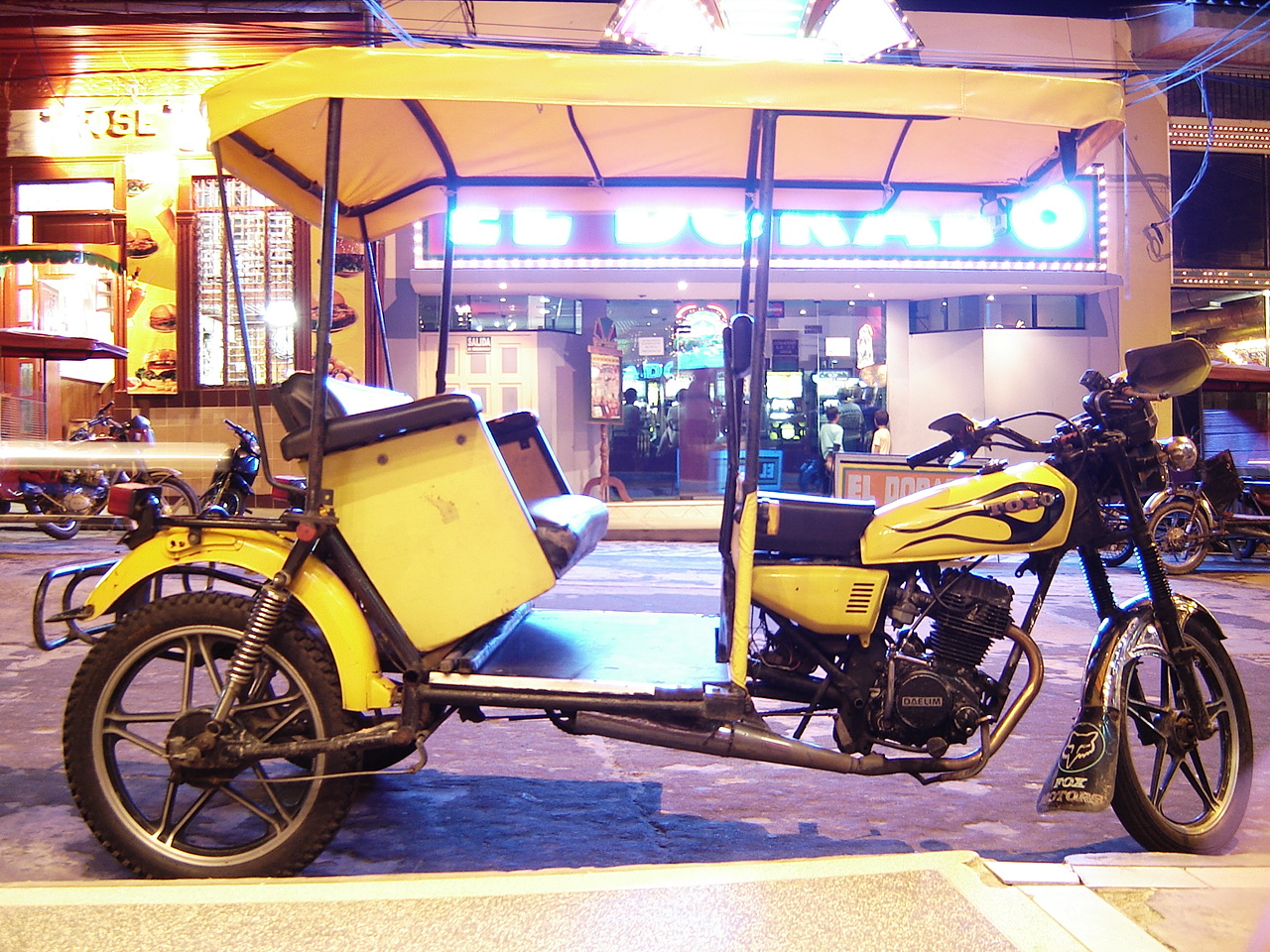
O "motocarro" é o transporte comum usado em Iquitos
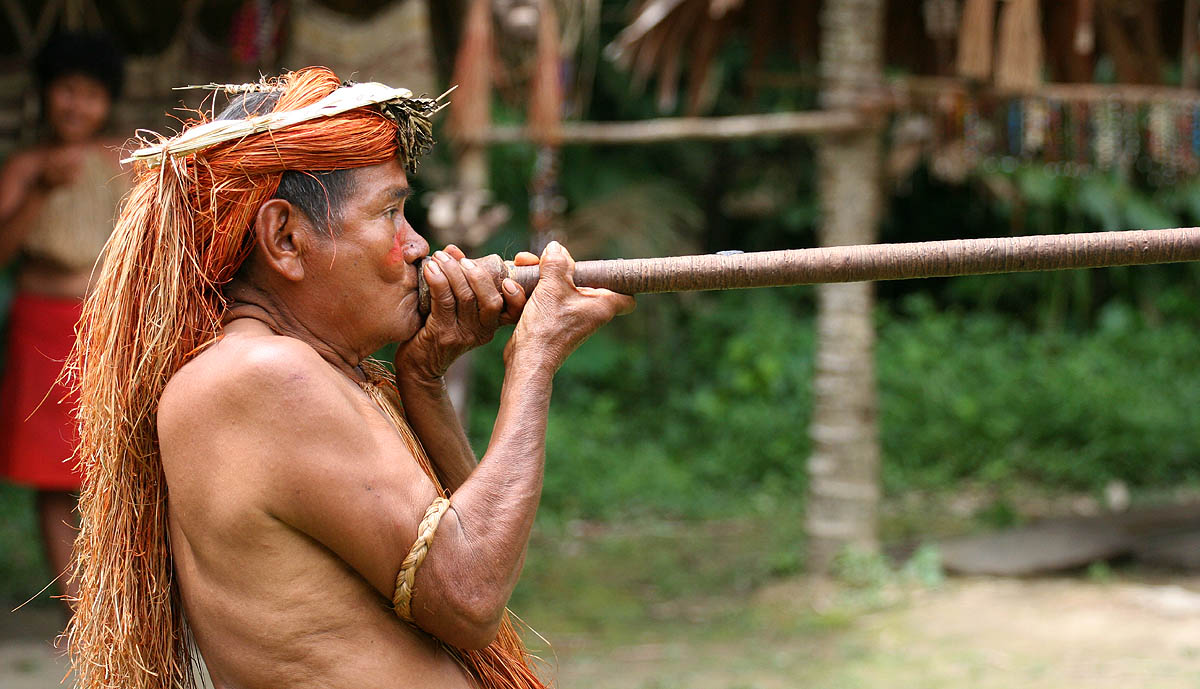
Um Yagua mostrando o uso da zarabatana
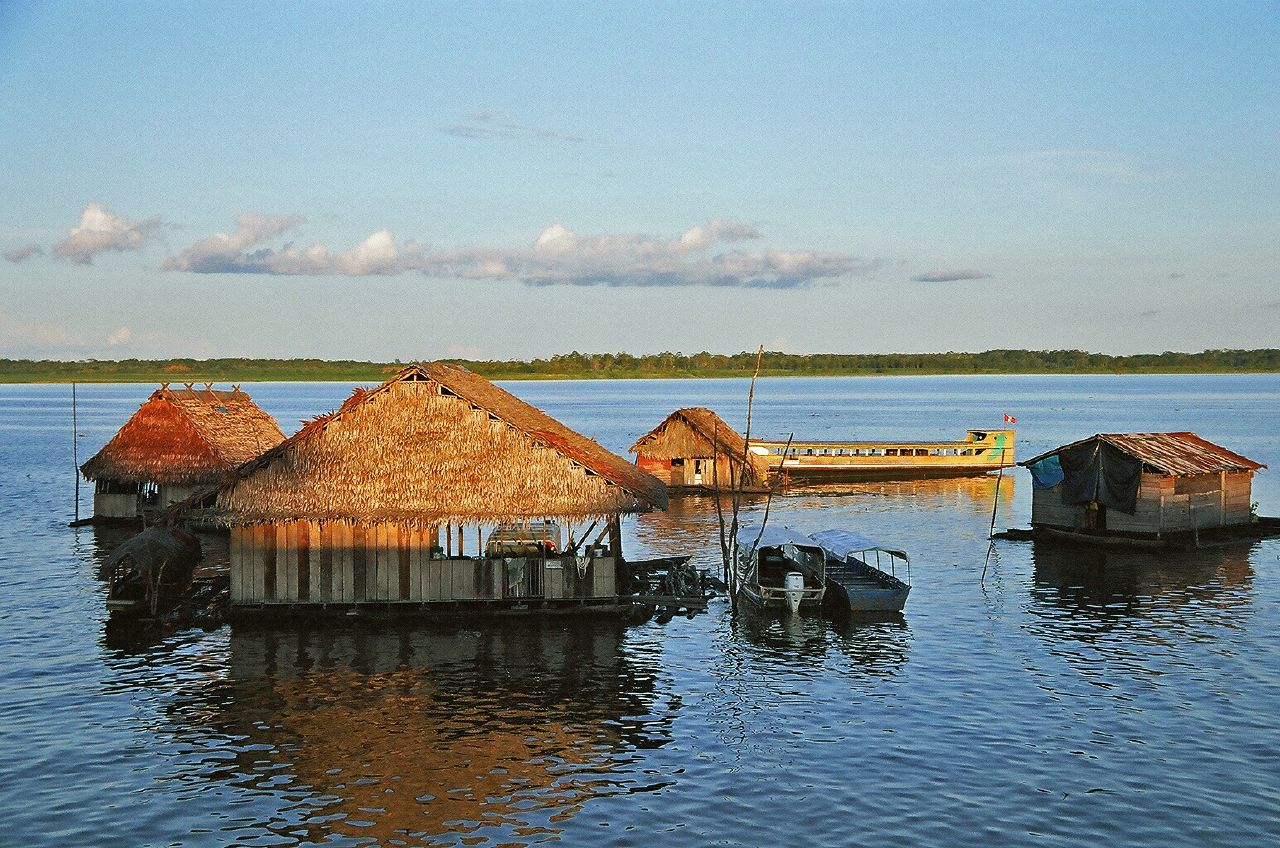
Casas flutuando no rio Amazonas
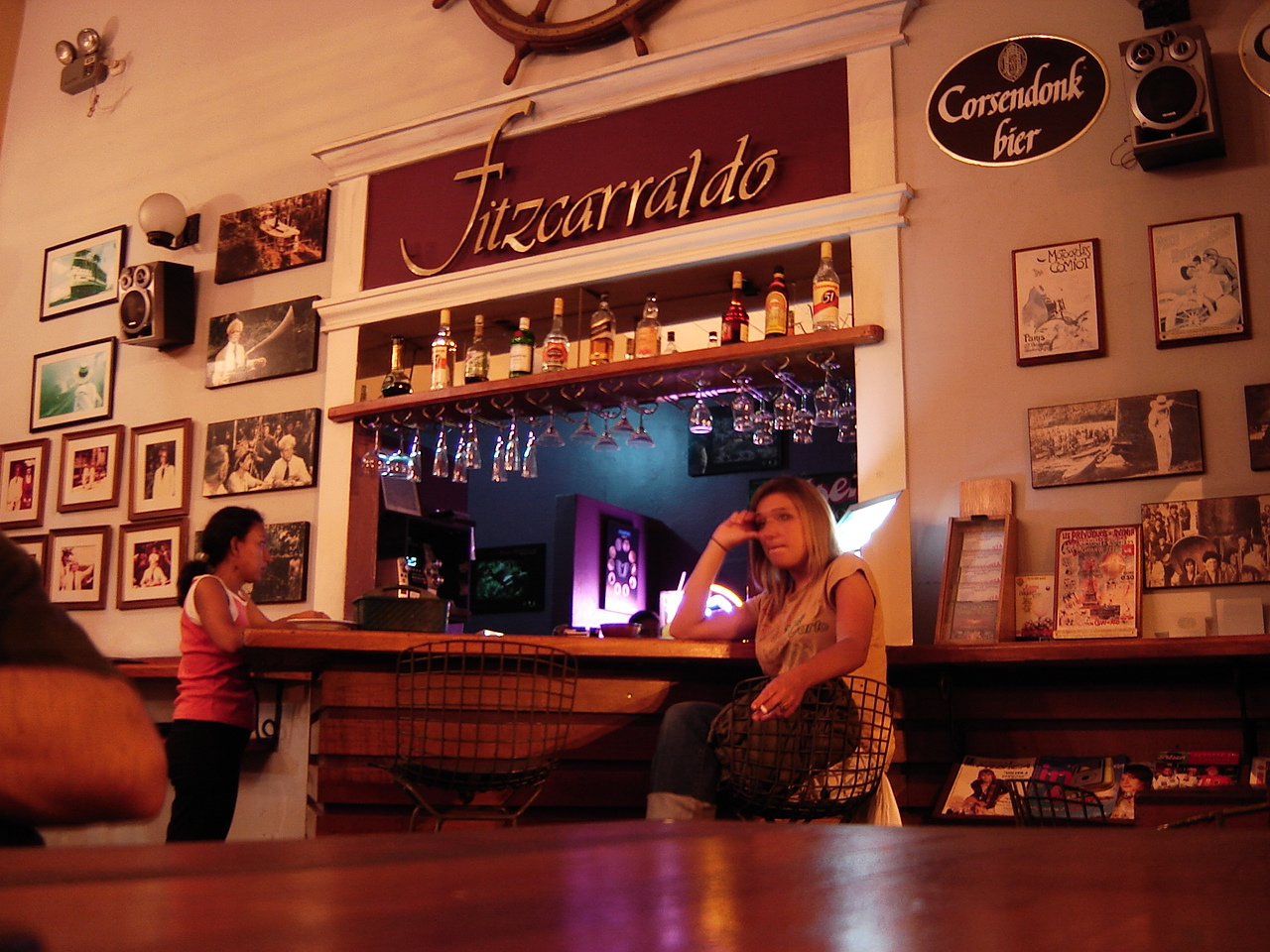
Restaurante turístico da cidade
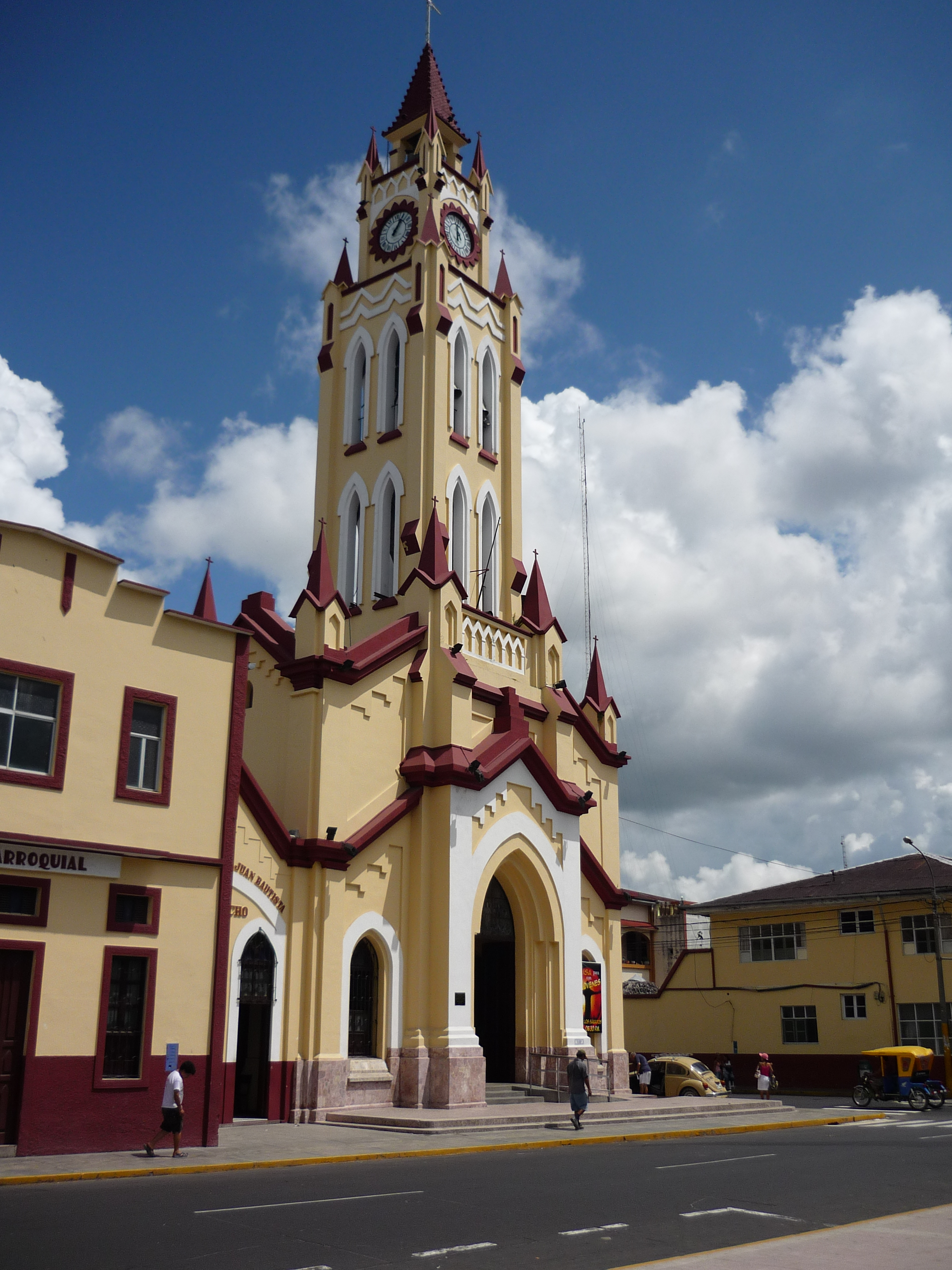
Igreja Matriz do Iquitos
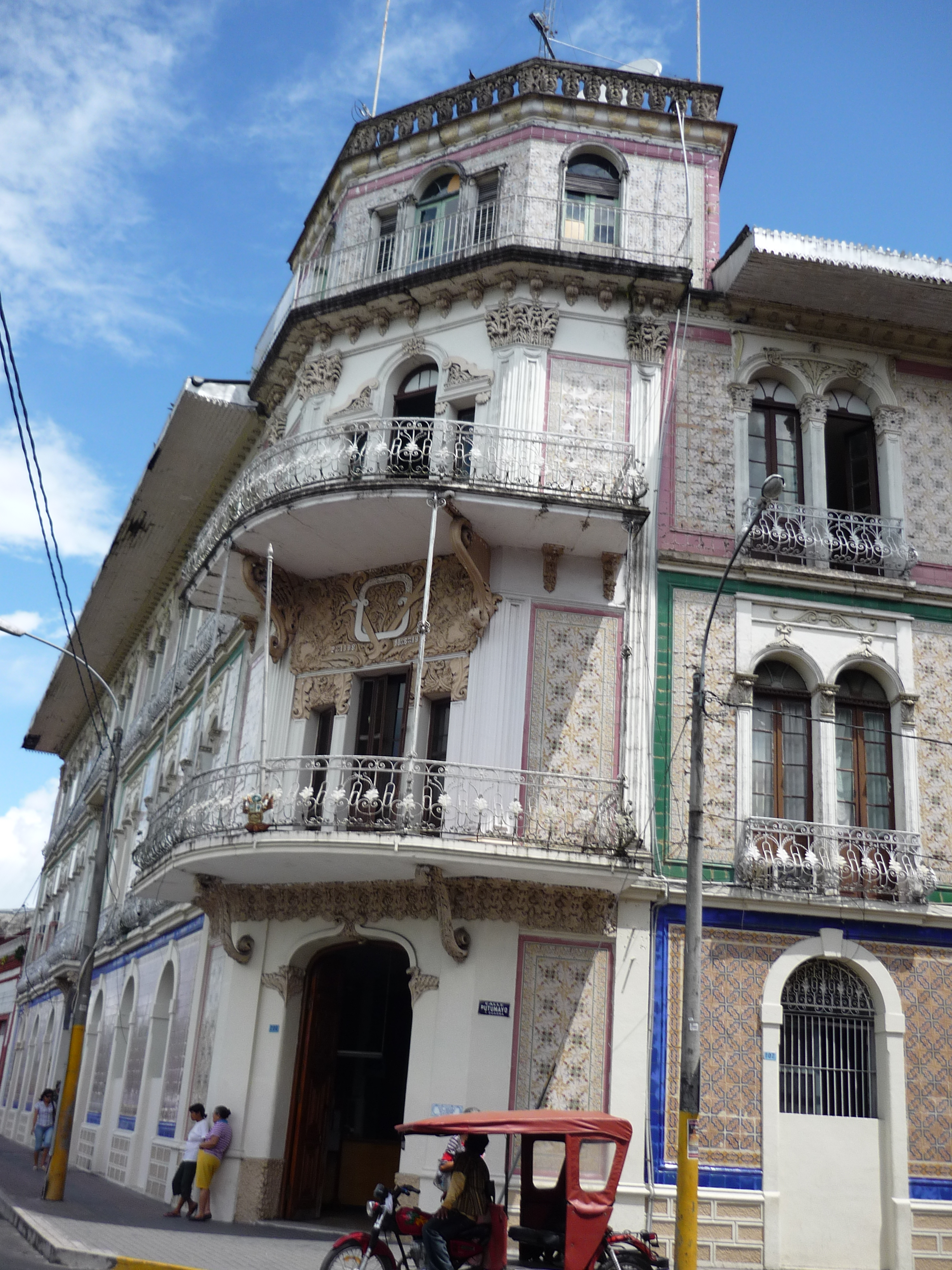
Palace Hotel, ex-hotel de luxo construído em tempos de prosperidade econômica
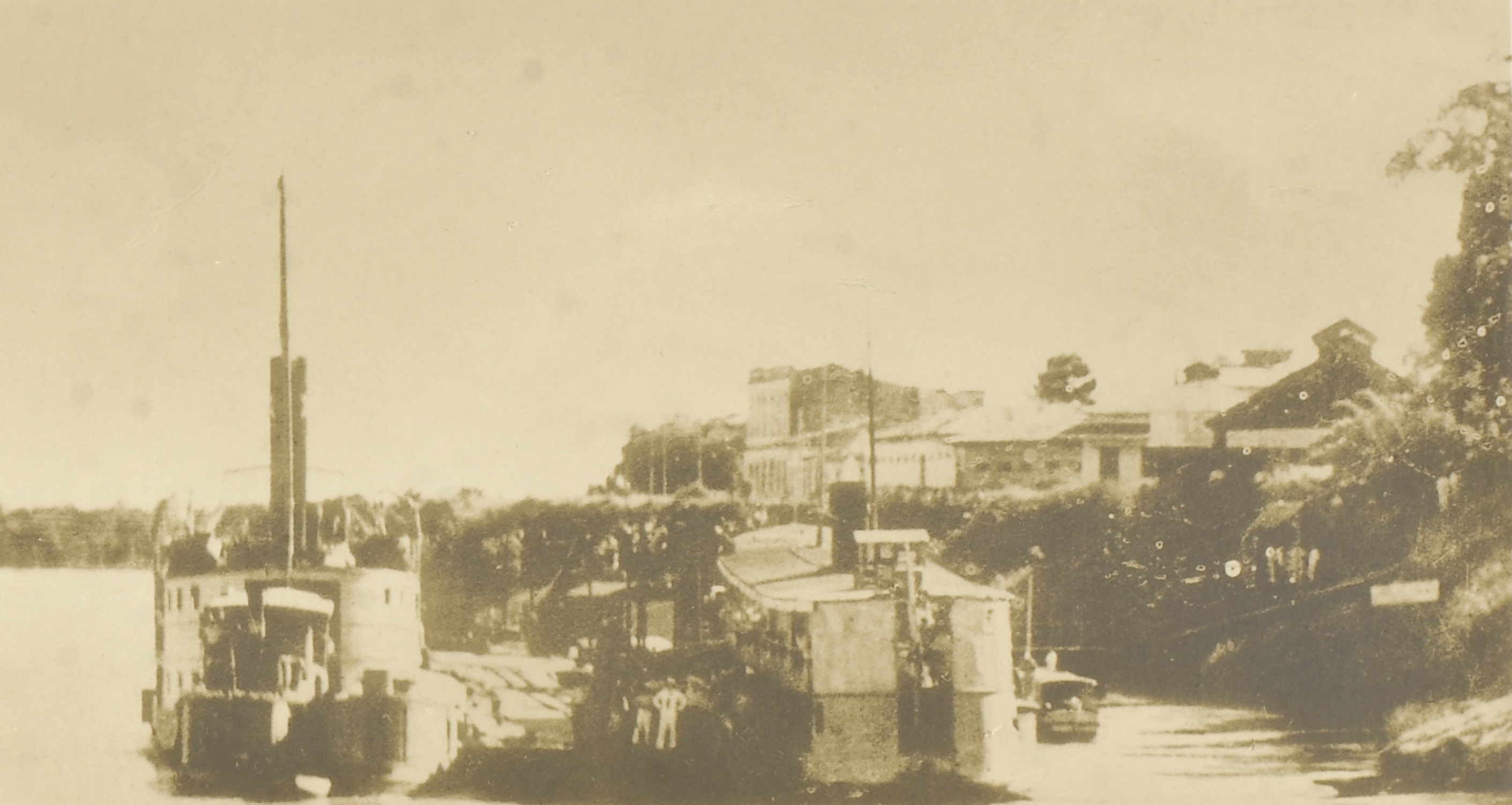
Porto de Iquitos, 1930.
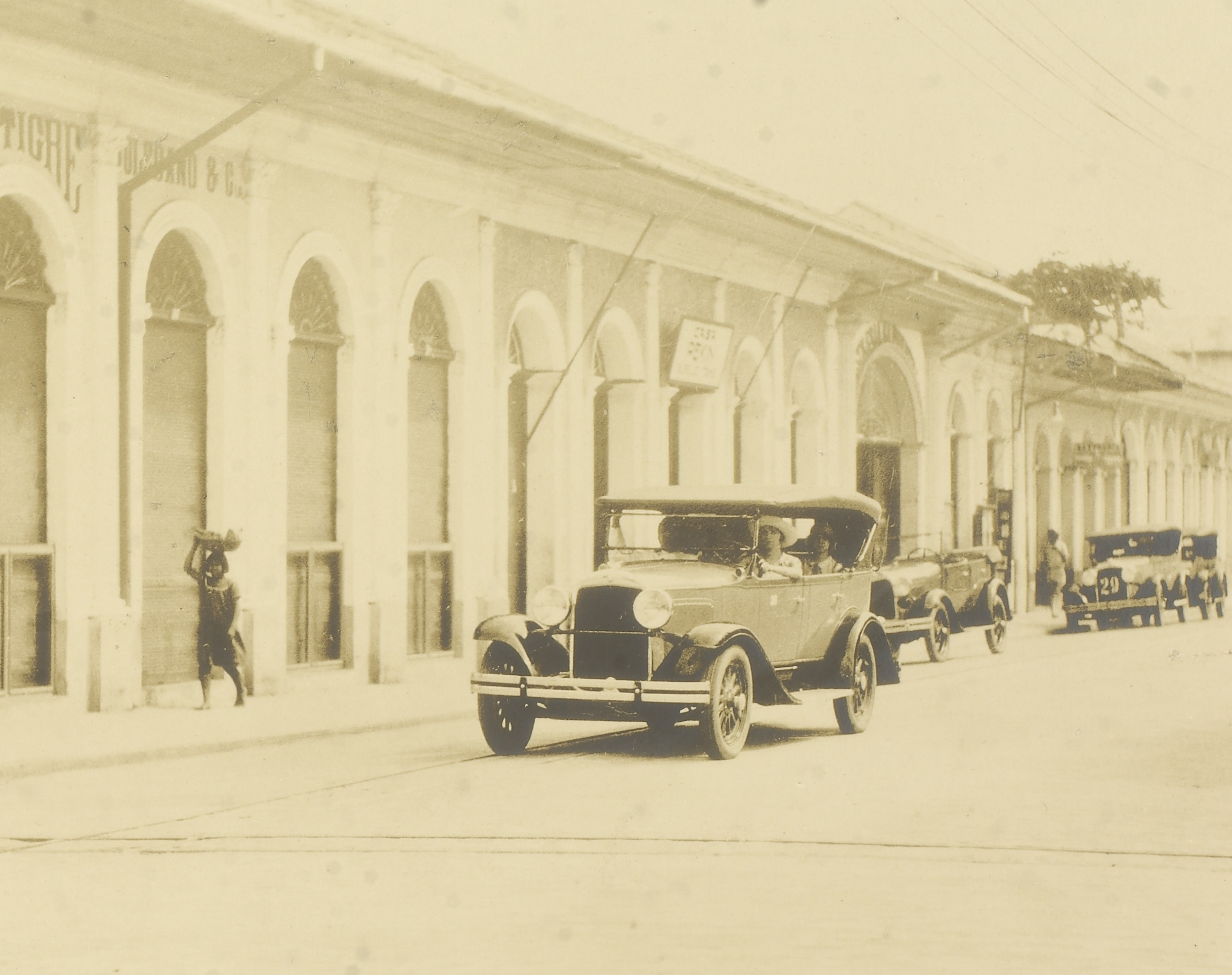
Iquitos, 1930.
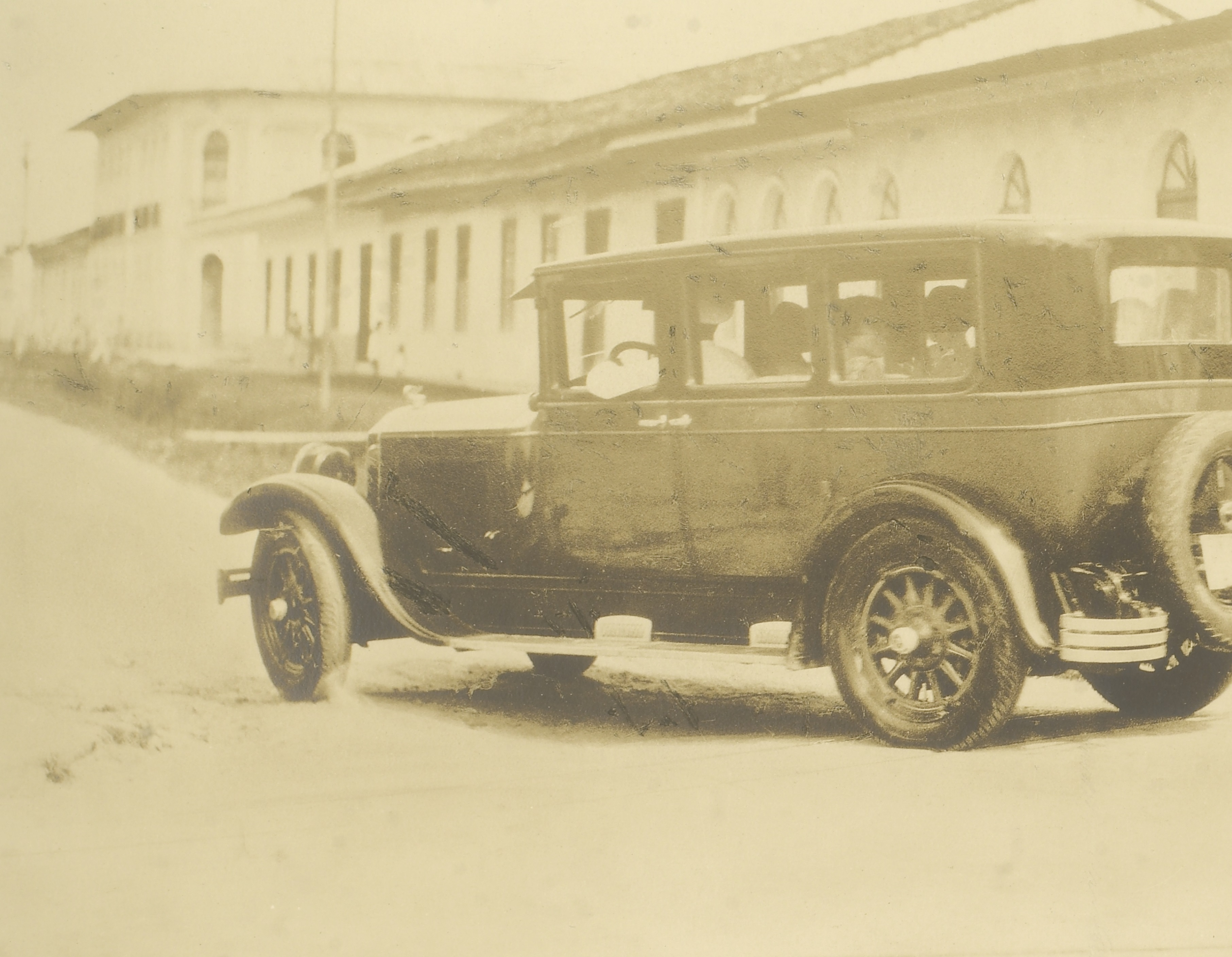
Iquitos, 1930.
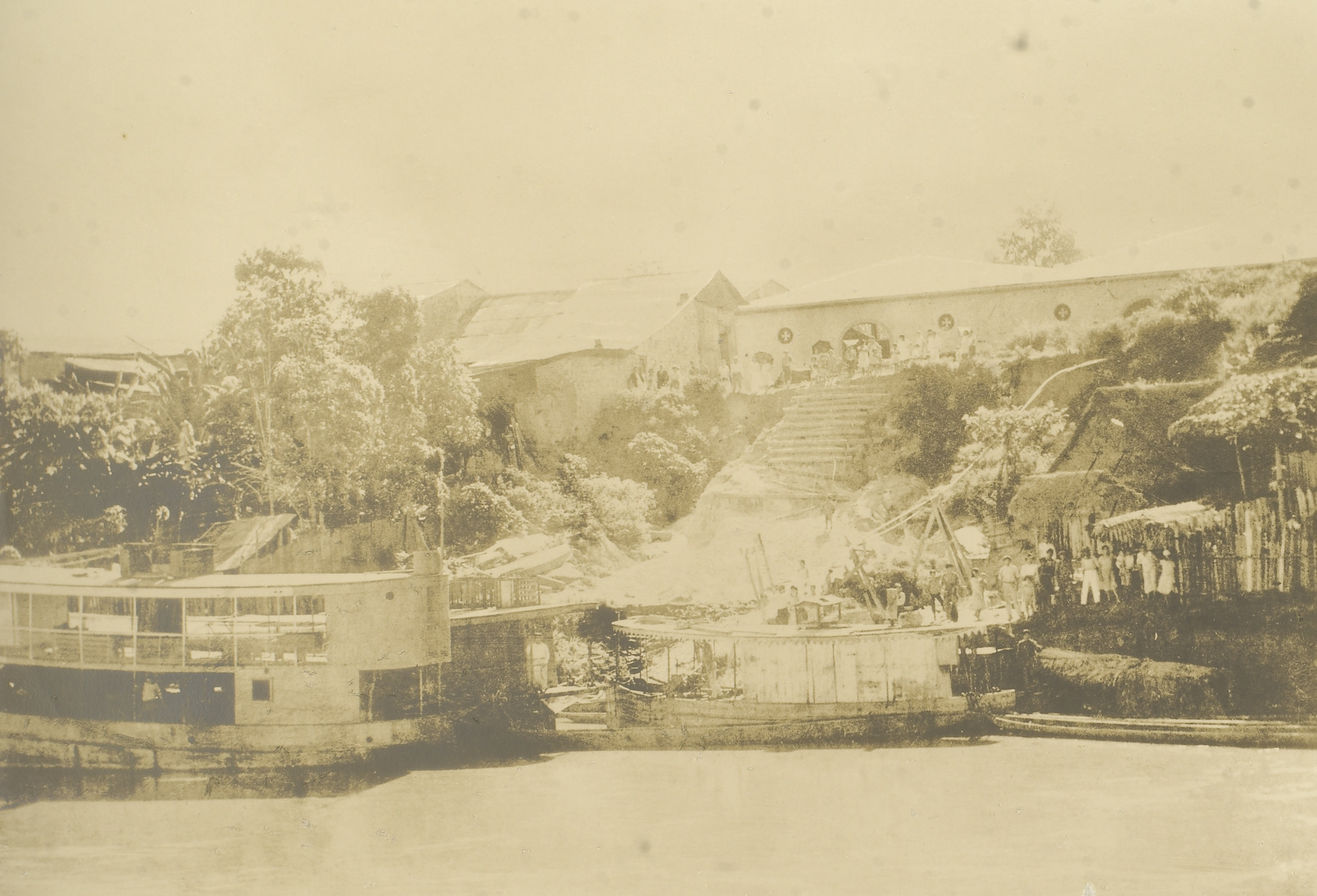
Porto de Iquitos, 1930.

## Cidades irmãs
- Manaus, Brasil.
- Leticia, Colômbia.